# Elmo (Kalifornia)
Elmo – obszar niemunicypalny w Kern County, w Kalifornii (Stany Zjednoczone), na wysokości 92 m.